# Lasioglossum smilacinae
Lasioglossum smilacinae är en biart som först beskrevs av Charles Robertson 1897. Den ingår i släktet smalbin och familjen vägbin. Arten betraktades tidigare som en synonym till Lasioglossum laevissimum.

## Beskrivning
Ett tämligen slankt bi med mörktblått huvud, clypeus med purpuraktig glans, mandiblerna med rödbruna spetsar och korta antenner. Mellankroppen är mörkgrön med halvgenomskinliga vingar som har tegelröda ribbor, medan bakkroppen är brun. Tergit 2 har glesa hårband längs bakkanten. Kroppslängden är 6 till 7 mm.

## Utbredning
En vanlig art vars utbredningsområde sträcker sig från södra Ontario och Quebec i Kanada, över östra USA söderut till South Carolina, västerut från Minnesota i norr och Colorado i söder.

## Ekologi
Lasioglossum smilacinae är polylektisk, den flyger till blommande växter från många familjer, som flockblommiga växter, oleanderväxter, korgblommiga växter, korsblommiga växter, ärtväxter, kransblommiga växter, rosväxter och videväxter.

## Taxonomi
Tidigare betraktades arten som en synonym till Lasioglossum laevissimum, men efter noggranna undersökningar av lektotypen (det utvalda exemplar som anses representera en ny art) kom forskarna fram till att synonymiteten var felaktig.